# Anomis cosmioides
Anomis cosmioides là một loài bướm đêm trong họ Erebidae.